# 中屋旅館
中屋旅館（なかやりょかん）とは、旅館の名称である。全国各地に点在するが、系列旅館というわけではない。以下に例をあげる。
1. 神奈川県湯河原温泉にある旅館。
2. 神奈川県七沢温泉にある旅館。
3. 長野県霊泉寺温泉にある旅館。
4. 山形県白布温泉にある旅館。現在は中屋旅館不動閣のみが営業している。以下に詳述する。

## 所在地
- 山形県米沢市白布温泉

## 歴史
江戸時代中期開業。茅葺屋根の外観が特徴であり、東屋旅館、西屋旅館ともに建ち並んでいた。
2000年（平成12年）3月25日午後5時5分頃、中屋旅館から出火し全焼した。その時に並列していた東屋旅館にも延焼し、西屋旅館の壁の一部も焼けた。その際宿泊客たちは、雪の中別館の中屋旅館不動閣に退避した。原因は現在も不明のままである。
現在は中屋旅館は、別館の不動閣で営業を継続しているが、元々の本館だった場所は中屋旅館駐車場になっている。

## 設備
- オリンピック風呂
  - 中屋旅館不動閣開業時に造られた長い湯船が名物の風呂。名前は開業年（昭和39年）の東京オリンピックに因む。